# Het Goyken
Het Goyken is een herenhuis met tuin in de tot de Oost-Vlaamse gemeente Deinze behorende plaats Hansbeke, gelegen aan Voordestraat 7.
Dit huis werd gebouwd als buitenplaats in 1764. De hoge ramen hebben persiennes. De voorgevel heeft een driehoekig fronton en oeil de boeuf. In de tuin vindt men een zeshoekig bakstenen prieel en enkele dienstgebouwen. Ook is er een serre.